# Adetus brousii
Adetus brousii là một loài bọ cánh cứng trong họ Cerambycidae.